# Гиршман, Леонард Леопольдович
Леона́рд Леопо́льдович Ги́ршман (варианты имени — Леонард Леонидович, Леопольд Леонардович и Леонтий Леопольдович Гиршман; 13 [25] марта 1839, Туккум, Курляндская губерния — 21 января 1921, Харьков, УССР) — выдающийся российский хирург-офтальмолог XIX — начала XX века, заслуженный профессор, основатель офтальмологической клиники Харьковского университета.

## Ранние годы
Родился 13 (25) марта 1839 года в Туккуме, в еврейской купеческой семье Леопольда Гиршмана, уроженца Гейдельберга. Затем семья переехала в Харьков, где Леонард Гиршман в 1855 году с золотой медалью окончил 1-ю гимназию и поступил на медицинский факультет Императорского Харьковского университета. Принял лютеранство.
После окончания в 1860 году с отличием университетского курса, с марта 1862 года он продолжил обучение в Гейдельбергском университете, где познакомился с фундаментальными работами руководившего университетской кафедрой физиологии Гельмгольца, в области сенсорной физиологии, основами теорий цветовосприятия и аккомодации; стал заниматься исследованиями по физиологии цветовосприятия.
В октябре 1863 года занял место ассистента в глазной клинике в Висбадене, где проработал 1,5 года. Затем вернулся в Гейдельберг, чтобы закончить свои научные исследования в лаборатории Гельмгольца. Одновременно работал в клиниках Кнаппа и Пагенштехера, а также в лабораториях Р. Вирхова, Э. Брюкке, Э. Дюбуа-Реймона, А. Грефе. В 1865 году был избран в члены Гейдельберского офтальмологического общества.
После возвращения в Россию в 1868 году, защитив диссертацию «Материалы для физиологии светоощущения», получил учёную степень доктора медицины и звание приват-доцента по офтальмологии Харьковского университета; вступил в службу 11 июня 1868 года. С 1870 года стал читать частный курс офтальмологии; курс, по данным его современников, преподавался в квартире, так как не было отдельного помещения.
В 1872 году им была основана первая в Харькове и на Украине глазная клиника — всего на 10 коек, хотя больных было очень много и клиника была всегда перегружена. Его ученик, профессор Д. Н. Натансон писал:

У Леонарда Леопольдовича была большая приемная с простым интерьером: дубовые лавки, каменный пол. Для всех была общая очередь, да и общение со всеми было ровно внимательным. Очередь была и на дворе. За сотни километров приезжали и приходили пешком крестьяне, жители городов из других губерний, часто слепцы приходили с поводырями, а иногда и целые группы слепых людей. Приезжали пациенты из Кавказа, Турции и Персии.
В 1874 году избран экстраординарным профессором, а в 1884 году стал ординарным профессором Харьковского университета. В 1893 году ему было присвоено звание заслуженного профессора. С 22 декабря 1889 года — действительный статский советник.
Во время русско-турецкой войны, в период летних университетских каникул 1877 года, по собственному желанию выехал в район боевых действий турецкого фронта, для исследования и лечения больных.
В 1895 году организовал на базе глазной клиники, для которой в 1896 году было построено двухэтажное здание, кафедру глазных болезней при Харьковском университете, которую возглавлял до 1905 года.
В 1905 году ушёл в отставку после конфликта с министром просвещения: Гиршман ушёл с поста председателя дисциплинарного студенческого суда из-за незаконного увольнения студентов после студенческих беспорядков.
На заседании Городской думы 11 марта 1914 года профессор Гиршман за исключительные заслуги был избран почётным гражданином Харькова.
Скончался 21 января 1921 года в Харькове и был похоронен на 2-м городском кладбище.

## Клиника имени Гиршмана
В связи с возможным отъездом Гиршмана из Харькова после отставки, был организован специальный комитет, который возглавил его товарищ, профессор Н. Ф. Сумцов.
На заседании Харьковской городской думы 19 октября 1906 года Сумцов предложил план строительства глазной больницы специально для Л. Л. Гиршмана, чтобы удержать известного врача в городе. В 1908 году, 25 марта, в малоприспособленном арендованном здании на окраине Харькова (район Москалевки) была открыта больница имени профессора Л. Л. Гиршмана — на 10 коек с амбулаторией. В 1912 году больница переехала в собственное здание, построенное в Нагорном районе архитектором Л. К. Тервеном на средства, собранные жителями города. В 1914 году в этой клинике одновременно могли лечиться до 100 человек.

## Научная деятельность
Среди научных трудов Л. Л. Гиршмана — работы, посвящённые миозу и мидриазу, вызванным различными лекарственными средствами; лечению трахомы, физиологии цветоощущения, а также исследования о наименьшем угле зрения и др.
Свыше 30 лет он знакомил западную офтальмологию с достижениями русской офтальмологии, публикуя рефераты в журнале «Archiv für Augenheilkunde».

## Награды
- орден Св. Анны 2-й ст. (1879)
- орден Св. Владимира 3-й ст. (1894)
- орден Св. Станислава 1-й ст. (1896)
- орден Св. Анны 1-й ст. (1907)

## Память
Его имя носит Городская офтальмологическая клиника в Харькове. В Харькове имеется улица Гиршмана, которая находится в центре города и соединяет Сумскую и Пушкинскую улицы.
Также в Харькове 15 октября 2009 года был открыт памятник Леонарду Гиршману. Памятник изготовлен из гранита и бронзы. На постаменте установлены врач и слепая девочка. Памятник установили в сквере возле глазной клиники. На открытии присутствовала правнучка Гиршмана — Виктория Гиршман (Комас) с дочерью Аэлитой.

## Семья
Был женат на Юлии Александровне Кудашовой. Их дети: Николай, Павел, Александр, Ольга, Инна.